# Konklawe 1958
Konklawe 25-28 października 1958 – zgromadzenie kardynałów zwołane po śmierci papieża Piusa XII (zmarł 9 października 1958 roku w Castel Gandolfo), który przez 19 lat zasiadał w Watykanie. Konklawe odbyło się w dniach od 25-28 października 1958 roku w kaplicy Sykstyńskiej. Kardynałowie na papieża wybrali 77-letniego patriarchę Wenecji Angela Giuseppe Roncallego, który przybrał imię Jan XXIII.

## Lista uczestników
W konklawe wzięło udział 51 kardynałów:
- Eugène Tisserant (Francja; nominacja kardynalska 15 czerwca 1936) – kardynał biskup Ostii i Porto e Santa Rufina; dziekan Świętego Kolegium Kardynałów; prefekt Świętej Kongregacji ds. Ceremoniału; sekretarz Świętej Kongregacji Kościołów Wschodnich; bibliotekarz i archiwista Świętego Kościoła Rzymskiego; przewodniczący Papieskiej Komisji Biblijnej; kamerling Świętego Kolegium Kardynałów

- Clemente Micara (Włochy; 18 lutego 1946) – kardynał biskup Velletri; komendatariusz kościoła prezbiterialnego S. Maria sopra Minerva; subdziekan Świętego Kolegium Kardynałów; wikariusz generalny diecezji rzymskiej; wielki kanclerz Papieskiego Uniwersytetu Laterańskiego

- Giuseppe Pizzardo (Włochy; 13 grudnia 1937) – kardynał biskup Albano; sekretarz Najwyższej Świętej Kongregacji Świętego Oficjum; prefekt Świętej Kongregacji ds. Seminariów i Uniwersytetów; wielki kanclerz Papieskiego Uniwersytetu Gregoriańskiego

- Benedetto Aloisi Masella (Włochy; 18 lutego 1946) – kardynał biskup Palestriny; prefekt Świętej Kongregacji ds. Dyscypliny Sakramentów; kamerling Świętego Kościoła Rzymskiego; archiprezbiter bazyliki laterańskiej

- Federico Tedeschini (Włochy; 13 marca 1933) – kardynał biskup Frascati; datariusz Jego Świątobliwości; archiprezbiter bazyliki watykańskiej; prefekt Fabryki Świętego Piotra

- Marcello Mimmi (Włochy; 12 stycznia 1953) – kardynał biskup Sabina e Poggio Mirteto; sekretarz Świętej Kongregacji Konsystorialnej

- Joseph-Ernest van Roey (Belgia; 20 czerwca 1927) – kardynał prezbiter S. Maria in Aracoeli; protoprezbiter Świętego Kolegium Kardynałów; arcybiskup Mechelen i prymas Belgii

- Manuel Gonçalves Cerejeira (Portugalia; 16 grudnia 1929) – kardynał prezbiter Ss. Marcellino e Pietro; patriarcha Lizbony

- Achille Liénart (Francja; 30 czerwca 1930) – kardynał prezbiter S. Sisto; biskup Lille; prałat nullius prałatury terytorialnej Mission de France w Pontigny

- Pietro Fumasoni Biondi (Włochy; 13 marca 1933) – kardynał prezbiter S. Croce in Gerusalemme; prefekt Świętej Kongregacji Rozkrzewiania Wiary

- Maurilio Fossati OSsCGN (Włochy; 13 marca 1933) – kardynał prezbiter S. Marcello; arcybiskup Turynu

- Elia Dalla Costa (Włochy; 13 marca 1933) – kardynał prezbiter S. Marco; arcybiskup Florencji

- Ignacy Gabriel I Tappouni (Syria[1]; 16 grudnia 1935) – kardynał prezbiter Ss. XII Apostoli; syryjskokatolicki patriarcha Antiochii

- Santiago Luis Copello (Argentyna; 16 grudnia 1935) – kardynał prezbiter S. Girolamo degli Sciavoni; arcybiskup Buenos Aires i prymas Argentyny

- Pierre-Marie Gerlier (Francja; 13 grudnia 1937) – kardynał prezbiter SS. Trinita al Monte Pincio; arcybiskup Lyonu i prymas Francji

- Grégoire-Pierre XV Agagianian (Liban[2]; 18 lutego 1946) – kardynał prezbiter S. Bartolomeo all’Isola; ormiańsko-katolicki patriarcha Cylicji; przewodniczący Papieskiej Komisji ds. Rewizji Kodeksu Prawa Kanonicznego Kościołów Wschodnich; proprefekt Świętej Kongregacji Rozkrzewiania Wiary

- James Charles McGuigan (Kanada; 18 lutego 1946) – kardynał prezbiter S. Maria del Popolo; arcybiskup Toronto

- Clément-Émile Roques (Francja; 18 lutego 1946) – kardynał prezbiter S. Balbina; arcybiskup Rennes

- Carlos Carmelo de Vasconcellos Motta (Brazylia; 18 lutego 1946) – kardynał prezbiter S. Pancrazio; arcybiskup São Paulo

- Norman Thomas Gilroy (Australia; 18 lutego 1946) – kardynał prezbiter Ss. IV Coronati; arcybiskup Sydney

- Francis Spellman (Stany Zjednoczone; 18 lutego 1946) – kardynał prezbiter Ss. Giovanni e Paolo; arcybiskup Nowego Jorku; ordynariusz Sił Zbrojnych Stanów Zjednoczonych

- José María Caro Rodríguez (Chile; 18 lutego 1946) – kardynał prezbiter S. Maria della Scala; arcybiskup Santiago

- Teódosio Clemente de Gouveia (Portugalia[3]; 18 lutego 1946) – kardynał prezbiter S. Pietro in Vincoli; arcybiskup Lourenço Marques

- Jaime de Barros Câmara (Brazylia; 18 lutego 1946) – kardynał prezbiter Ss. Bonifacio ed Alessio; arcybiskup Rio de Janeiro; ordynariusz Brazylijskich Sił Zbrojnych

- Enrique Pla y Deniel (Hiszpania; 18 lutego 1946) – kardynał prezbiter S. Pietro in Montorio; arcybiskup Toledo i prymas Hiszpanii

- Manuel Arteaga y Betancourt (Kuba; 18 lutego 1946) – kardynał prezbiter S. Lorenzo in Lucina; arcybiskup Hawany

- Joseph Frings (RFN; 18 lutego 1946) – kardynał prezbiter S. Giovanni a Porta Latina; arcybiskup Kolonii

- Ernesto Ruffini (Włochy; 18 lutego 1946) – kardynał prezbiter S. Sabina; arcybiskup Palermo

- Antonio Caggiano (Argentyna; 18 lutego 1946) – kardynał prezbiter S. Lorenzo in Panisperna; biskup Rosario

- Thomas Tien Ken-sin SVD (Chiny; 18 lutego 1946) – kardynał prezbiter S. Maria in Via; arcybiskup Pekinu

- Augusto Álvaro da Silva (Brazylia; 12 stycznia 1953) – kardynał prezbiter S. Angelo in Pescheria; arcybiskup São Salvador da Bahia

- Gaetano Cicognani (Włochy; 12 stycznia 1953) – kardynał prezbiter S. Cecilia; prefekt Świętej Kongregacji ds. Obrzędów; proprefekt Najwyższego Trybunału Sygnatury Apostolskiej

- Angelo Giuseppe Roncalli (Włochy; 12 stycznia 1953) – kardynał prezbiter S. Prisca; patriarcha Wenecji

- Valerio Valeri (Włochy; 12 stycznia 1953) – kardynał prezbiter S. Silvestro in Capite; prefekt Świętej Kongregacji ds. Zakonów

- Pietro Ciriaci (Włochy; 12 stycznia 1953) – kardynał prezbiter S. Prassede; prefekt Świętej Kongregacji Soborowej; przewodniczący Papieskiej Komisji ds. Autentycznej Interpretacji Kodeksu Prawa Kanonicznego

- Maurice Feltin (Francja; 12 stycznia 1953) – kardynał prezbiter S. Maria della Pace; arcybiskup Paryża; ordynariusz Francuskich Sił Zbrojnych

- Carlos María De la Torre (Ekwador; 12 stycznia 1953) – kardynał prezbiter S. Maria in Aquiro; arcybiskup Quito

- Georges-François-Xavier-Marie Grente (Francja; 12 stycznia 1953) – kardynał prezbiter S. Bernardo alle Terme; arcybiskup Le Mans

- Giuseppe Siri (Włochy; 12 stycznia 1953) – kardynał prezbiter S. Maria della Vittoria; arcybiskup Genui

- John D’Alton (Irlandia; 12 stycznia 1953) – kardynał prezbiter S. Agata dei Goti; arcybiskup Armagh i prymas Irlandii

- James Francis McIntyre (Stany Zjednoczone; 12 stycznia 1953) – kardynał prezbiter S. Anastasia; arcybiskup Los Angeles

- Giacomo Lercaro (Włochy; 12 stycznia 1953) – kardynał prezbiter S. Maria in Transpontina; arcybiskup Bolonii

- Stefan Wyszyński (Polska; 12 stycznia 1953) – kardynał prezbiter S. Maria in Trastevere; arcybiskup Gniezna i Warszawy, prymas Polski; ordynariusz katolików obrządków wschodnich w Polsce

- Benjamín de Arriba y Castro (Hiszpania; 12 stycznia 1953) – kardynał prezbiter Ss. Vitale, Valerio, Gervasio e Protasio; arcybiskup Tarragony

- Fernando Quiroga y Palacios (Hiszpania; 12 stycznia 1953) – kardynał prezbiter S. Agostino; arcybiskup Santiago de Compostela

- Paul-Émile Léger PSS (Kanada; 12 stycznia 1953) – kardynał prezbiter S. Maria degli Angeli; arcybiskup Montrealu

- Crisanto Luque Sánchez (Kolumbia; 12 stycznia 1953) – kardynał prezbiter Ss. Cosma e Damiano; arcybiskup Bogoty; ordynariusz Kolumbijskich Sił Zbrojnych

- Valerian Gracias (Indie; 12 stycznia 1953) – kardynał prezbiter S. Maria in Via Lata; arcybiskup Bombaju

- Joseph Wendel (RFN; 12 stycznia 1953) – kardynał prezbiter S. Maria Nuova; arcybiskup Monachium-Fryzyngi; ordynariusz Sił Zbrojnych RFN

- Nicola Canali (Włochy; 16 grudnia 1935) – kardynał diakon S. Nicola in Carcere Tulliano; protodiakon Świętego Kolegium Kardynałów; penitencjariusz większy; wielki przeor zakonu joannitów w Rzymie; Wielki Mistrz Zakonu Rycerskiego Świętego Grobu w Jerozolimie

- Alfredo Ottaviani (Włochy; 12 stycznia 1953) – kardynał diakon S. Maria in Domnica; prosekretarz Świętej Kongregacji Świętego Oficjum

13 elektorów mianował Pius XI, pozostałych 38 Pius XII.

### Nieobecni
Dwóch kardynałów (obaj z nominacji Piusa XII) z krajów komunistycznych nie mogło uczestniczyć w konklawe, gdyż władze nie wydały im zgody na wyjazd:
- József Mindszenty (Węgry; 18 lutego 1946) – kardynał prezbiter S. Stefano al Monte Celio; arcybiskup Esztergom i prymas Węgier
- Alojzije Stepinac (Jugosławia; 12 stycznia 1953) – kardynał prezbiter bez tytułu; arcybiskup Zagrzebia

### Zmarli w trakcie sediswakancji
Dwóch kardynałów (obaj z nominacji Piusa XII) zmarło w okresie sediswakancji:
- Edward Mooney (Stany Zjednoczone; 18 lutego 1946) – kardynał prezbiter S. Susanna; arcybiskup Detroit (zmarł 25 października o godz. 14:50, trzy godziny przed rozpoczęciem konklawe)
- Celso Costantini (Włochy; 12 stycznia 1953) – kardynał prezbiter S. Lorenzo in Damaso; kanclerz Świętego Kościoła Rzymskiego (Zmarł 17 października)

## Kandydaci na papieża
W przeciwieństwie do konklawe 1939, tym razem panowała całkowita niepewność co do osoby nowego papieża, żaden z potencjalnych kandydatów nie mógł bowiem uchodzić za zdecydowanego faworyta. Nieoficjalnie mówiło się, że sam Pius XII najchętniej widziałby jako swojego następcę 68-letniego prosekretarza Świętego Oficjum Alfredo Ottavianiego lub młodego, 52-letniego arcybiskupa Genui Giuseppe Siriego. Najczęściej wymienianym papabile był cieszący się ogromną popularnością wśród rzymian 63-letni ormiański kardynał Agagianian. Jednego dnia na Placu Hiszpańskim został nawet przywitany okrzykami „Viva il Papa”. Kardynał Celsio Costantini w jednym ze swoich ostatnich wywiadów stwierdził, że czas na papieża spoza Włoch, konkretnie ze Wschodu, jasno dając do zrozumienia, że ma na myśli Agagianiana. Na zgromadzeniach przed konklawe zarysowała się znacząca grupa popierająca kandydaturę 77-letniego patriarchy Wenecji Angela Giuseppe Roncallego, fakt ten umknął jednak uwadze włoskiej prasy. Wśród papabile wymieniano jeszcze kardynałów Valeriego, Tisseranta, Ruffiniego, Masellę, Lercaro i kilku innych, a także niebędącego kardynałem arcybiskupa Mediolanu Giovanniego Battistę Montiniego (mieli go popierać purpuraci z Francji, a także Roncalli).

## Przebieg konklawe

### Źródła informacji o przebiegu konklawe
Przebieg konklawe 1958 znany jest tylko w ogólnym zarysie na podstawie skąpych informacji o różnej wiarygodności. Niektóre szczegóły ujawnił po wyborze sam papież Jan XXIII (np. to, że sam głosował na kardynała Valeriego oraz że jego głównym konkurentem był Agagianian), część pochodzi ze wspomnień jego sekretarza Lorisa Capovilli, jednak większość informacji pochodzi od dziennikarzy-watykanistów (takich jak np. Giancarlo Zizola), którzy opierają się na trudnych do zweryfikowania przeciekach z Watykanu.

### Przygotowania
W dniu śmierci Piusa XII kardynałowie obecni w Rzymie wybrali kardynała Benedetto Aloisi Masellę na nieobsadzony od 1941 roku urząd kamerlinga Świętego Kościoła Rzymskiego.

### Przebieg
Konklawe rozpoczęło się w sobotę 25 października, jednak do głosowań doszło dopiero następnego dnia. Każdego dnia odbywały się cztery głosowania (dwa rano i dwa po południu). W konstytucji apostolskiej „Vacante Sede Apostolica” z 1945 Pius XII ustanowił, że do ważnego wyboru konieczna jest większość 2/3 + 1, a nie jak do tej pory – po prostu 2/3.
W pierwszym głosowaniu rankiem 26 października najwięcej głosów mieli dostać Roncalli (20) i Agagianian (18). Na trzecim miejscu z czterema głosami znaleźli się Lercaro i Valeri. Podobno 2 głosy oddano na niebędącego kardynałem Montiniego, miały się też pojawić nazwiska Tisseranta, Ruffiniego i Wyszyńskiego. W pozostałych trzech głosowaniach tego dnia sytuacja nie uległa zasadniczej zmianie – uformowały się dwa mniej więcej równe liczebnie bloki: jeden popierał Roncallego, drugi Agagianiana. Do tego pierwszego mieli należeć m.in. Dalla Costa, Siri i Wyszyński. Głównym promotorem Ormianina był Francuz Tisserant.
27 października, drugiego dnia głosowań, pojawiła się kandydatura kamerlinga Aloisi Masella, proponowana jako kompromis między Roncallim i Agagianianem. W porannych głosowaniach otrzymał on kilka głosów, podczas gdy poparcie dla liderów nie wzrastało. W siódmym i ósmym głosowaniu po południu kamerling miał dostać 10 i 18 głosów, podczas gdy poparcie dla Roncallego zmalało do 15. Również kandydatura Ormianina nieco osłabła. Wydawało się więc, że papieżem zostanie Aloisi Masella.
Rankiem 28 października nastąpił ponowny zwrot na rzecz Roncallego, podobno dzięki agitacji Siriego i Tappouniego. W dziewiątym głosowaniu (pierwszym tego dnia) Roncalli miał ponownie otrzymać 20 głosów, podczas gdy jego dwaj rywale nie odnotowali wzrostu poparcia. W następnym głosowaniu większość zwolenników Aloisi Masella przerzuciło swe głosy na patriarchę Wenecji, tak, że zabrakło mu już tylko 3 głosów do wyboru na papieża. Poparcie dla Agagianiana spadło natomiast do 10 preferencji. Kardynałowie chcieli bowiem wybrać papieża „przejściowego”, którego pontyfikat trwałby krótko, a jednocześnie o łagodniejszym usposobieniu niż Pius XII. 77-letni Roncalli o wiele lepiej odpowiadał tym wymogom niż 63-letni Agagianian czy niemający doświadczenia duszpasterskiego Masella.

### Wybór Jana XXIII
28 października po południu w jedenastym głosowaniu (a trzecim tego dnia) kardynał Angelo Giuseppe Roncalli został wybrany na papieża, otrzymując prawdopodobnie 36 głosów. Elekt zaakceptował wybór, przyjmując imię Jan XXIII, podkreślając tym samym nielegalność pontyfikatu antypapieża Jana XXIII na początku XV wieku. Chwilę później protodiakon Canali wygłosił formułę Habemus Papam.
Wybór ten był dla opinii publicznej całkowitym zaskoczeniem, nowy papież był bowiem mało znany. Ci, którzy spodziewali jedynie „przejściowego” pontyfikatu, szybko się przekonali, że się mylili. Krótko po wyborze papież zapowiedział zwołanie soboru powszechnego, który obecnie znany jest jako Sobór watykański II i który wprowadził daleko idące zmiany w Kościele. Niektórzy konserwatywni kardynałowie, którzy mieli przyczynić się do wyboru Roncallego (m.in. Siri, Ottaviani), później krytycznie oceniali rezultaty jego krótkiego pontyfikatu.